# Wasanbon
Wasanbon (jap. 和三盆) ist eine traditionelle japanische Zuckerart, die aus Zuckerrohr hergestellt wird.

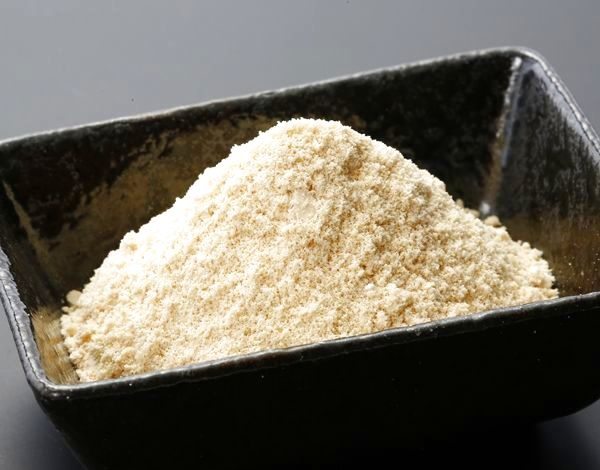
Wasanbon

Wasanbon hat eine blasse gelbe Farbe und einen milden Geschmack.
Die Herkunft der Bezeichnung Wasanbon ist nicht gesichert. Es wird allgemein angenommen, dass Wasanbon wörtlich „dreimal auf dem Tablett den Zucker verarbeiten“ bedeuten könnte.
Das Wort „Wasanbon“ setzt sich demnach aus den japanischen Wörtern Wa（和）, für „japanische Herkunft“, san（三）für die Zahl „3“, und bon（盆）, für das japanische Tablett, zusammen.
Dieser Zucker wird hauptsächlich in den Präfekturen Tokushima und Kagawa hergestellt.
In der Edo-Zeit wurde auf Okinawa zunehmend Zuckerrohr angebaut und sowohl brauner Zucker niedriger Qualität als auch hoch raffinierter weißer Zucker wurden verfügbar.
Wasanbon wurde in dieser Zeit perfektioniert und wird heute noch ausschließlich für Wagashi verwendet.